# Atletik under sommer-OL 2016 - 400 meter løb (herrer)
Mændenes 400 meter løb ved sommer-OL 2016 fandt sted i perioden 12.–14. august 2016 på stadionet Olympic Stadium.

## Resultater

### Runde 1
Kvalifikationsregel: de første 3 af hvert heat (Q) plus de 3 hurtigste tider (q) kvalificerede sig.

#### Heat 1
| Rangering | Bane | Atlet                  | Nation             | Reaktion | Tid   | Noter |
| --------- | ---- | ---------------------- | ------------------ | -------- | ----- | ----- |
| 1         | 2    | Machel Cedenio         | Trinidad og Tobago | 0.179    | 44.98 | Q     |
| 2         | 7    | Gil Roberts            | USA                | 0.168    | 45.27 | Q     |
| 3         | 4    | Yoandys Lescay         | Cuba               | 0.199    | 45.36 | Q, SB |
| 4         | 6    | Fitzroy Dunkley        | Jamaica            | 0.176    | 45.66 |       |
| 5         | 3    | Kevin Borlée           | Belgien            | 0.138    | 45.90 |       |
| 6         | 5    | Alberth Bravo          | Venezuela          | 0.205    | 46.15 |       |
| 7         | 1    | Alex Lerionka Sampao   | Kenya              | 0.199    | 46.62 |       |
| 8         | 8    | Ousseini Djibo Idrissa | Niger              | 0.173    | 50.06 |       |

#### Heat 2
| Rangering | Bane | Atlet          | Nation     | Reaktion | Tid   | Noter   |
| --------- | ---- | -------------- | ---------- | -------- | ----- | ------- |
| 1         | 4    | Bralon Taplin  | Grenada    | 0.162    | 45.15 | Q       |
| 2         | 2    | Nery Brenes    | Costa Rica | 0.151    | 45.53 | Q       |
| 3         | 7    | Karabo Sibanda | Botswana   | 0.166    | 45.56 | Q       |
| 4         | 1    | Matteo Galvan  | Italien    | 0.154    | 46.07 |         |
| 5         | 3    | Raymond Kibet  | Kenya      | 0.234    | 46.15 |         |
| 6         | 6    | Mehboob Ali    | Pakistan   | 0.212    | 48.37 |         |
| 7         | 8    | Bachir Mahamat | Tchad      | 0.188    | 48.59 |         |
| –         | 5    | Anas Beshr     | Egypten    | 0.141    | DQ    | R163.3a |

#### Heat 3
| Rangering | Bane | Atlet                    | Nation                        | Reaktion | Tid   | Noter   |
| --------- | ---- | ------------------------ | ----------------------------- | -------- | ----- | ------- |
| 1         | 7    | Wayde van Niekerk        | Sydafrika                     | 0.147    | 45.26 | Q       |
| 2         | 2    | Luguelín Santos          | Den Dominikanske Republik     | 0.148    | 45.61 | Q       |
| 3         | 8    | Javon Francis            | Jamaica                       | 0.172    | 45.88 | Q       |
| 4         | 6    | Jonathan Borlée          | Belgien                       | 0.162    | 46.01 |         |
| 5         | 3    | Alphas Kishoyian         | Kenya                         | 0.147    | 46.74 |         |
| 6         | 5    | Brandon Valentine-Parris | Saint Vincent og Grenadinerne | 0.144    | 47.62 |         |
| –         | 4    | Alonzo Russell           | Bahamas                       | 0.159    | DQ    | R163.3a |

#### Heat 4
| Rangering | Bane | Atlet               | Nation                    | Reaktion | Tid   | Noter |
| --------- | ---- | ------------------- | ------------------------- | -------- | ----- | ----- |
| 1         | 5    | Lalonde Gordon      | Trinidad og Tobago        | 0.153    | 45.24 | Q     |
| 2         | 4    | Luka Janežič        | Slovenien                 | 0.148    | 45.33 | Q     |
| 3         | 6    | Baboloki Thebe      | Botswana                  | 0.155    | 45.41 | Q     |
| 4         | 1    | Chris Brown         | Bahamas                   | 0.147    | 45.56 | SB    |
| 5         | 2    | Martyn Rooney       | Storbritannien            | 0.154    | 45.60 |       |
| 6         | 7    | Julian Jrummi Walsh | Japan                     | 0.149    | 46.37 |       |
| 7         | 8    | Gustavo Cuesta      | Den Dominikanske Republik | 0.143    | 46.92 |       |
| 8         | 3    | James Chiengjiek    | Olympiske flygtningehold  | 0.213    | 52.89 |       |

#### Heat 5
| Rangering | Bane | Atlet                | Nation             | Reaktion | Tid   | Noter |
| --------- | ---- | -------------------- | ------------------ | -------- | ----- | ----- |
| 1         | 8    | LaShawn Merritt      | USA                | 0.235    | 45.28 | Q     |
| 2         | 3    | Abdelalelah Haroun   | Qatar              | 0.190    | 45.76 | Q     |
| 3         | 6    | Isaac Makwala        | Botswana           | 0.242    | 45.91 | Q     |
| 4         | 2    | Vitaliy Butrym       | Ukraine            | 0.166    | 45.92 |       |
| 5         | 4    | Donald Blair-Sanford | Israel             | 0.163    | 46.06 |       |
| 6         | 5    | Deon Lendore         | Trinidad og Tobago | 0.201    | 46.15 |       |
| 7         | 7    | Hederson Estefani    | Brasilien          | 0.234    | 46.68 |       |

#### Heat 6
| Rangering | Bane | Atlet                | Nation         | Reaktion | Tid   | Noter   |
| --------- | ---- | -------------------- | -------------- | -------- | ----- | ------- |
| 1         | 6    | Kirani James         | Grenada        | 0.156    | 44.93 | Q       |
| 2         | 5    | Rusheen McDonald     | Jamaica        | 0.179    | 45.22 | Q, SB   |
| 3         | 2    | Matthew Hudson-Smith | Storbritannien | 0.142    | 45.26 | Q       |
| 4         | 3    | David Verburg        | USA            | 0.167    | 45.48 | q       |
| 5         | 7    | Winston George       | Guyana         | 0.186    | 45.77 |         |
| 6         | 8    | Diego Palomeque      | Colombia       | 0.159    | 46.48 |         |
| –         | 4    | Abbas Abubakar Abbas | Bahrain        | 0.192    | DQ    | R163.3a |

#### Heat 7
| Rangering | Bane | Atlet               | Nation   | Reaktion | Tid   | Noter |
| --------- | ---- | ------------------- | -------- | -------- | ----- | ----- |
| 1         | 7    | Ali Khamis          | Bahrain  | 0.161    | 45.12 | Q     |
| 2         | 1    | Steven Gardiner     | Bahamas  | 0.149    | 45.24 | Q     |
| 3         | 8    | Liemarvin Bonevacia | Holland  | 0.142    | 45.49 | Q     |
| 4         | 5    | Rafał Omelko        | Polen    | 0.177    | 45.54 | q     |
| 5         | 4    | Pavel Maslák        | Tjekkiet | 0.183    | 45.54 | q     |
| 6         | 6    | Mohammad Anas       | Indien   | 0.158    | 45.95 |       |
| 7         | 2    | Orukpe Erayokan     | Nigeria  | 0.180    | 47.42 | SB    |
| 8         | 3    | Yuzo Kanemaru       | Japan    | 0.144    | 48.38 |       |

### Semifinaler

#### Semifinale 1
| Rangering | Bane | Atlet               | Nation                    | Reaktion | Tid   | Noter |
| --------- | ---- | ------------------- | ------------------------- | -------- | ----- | ----- |
| 1         | 4    | Kirani James        | Grenada                   | 0.144    | 44.02 | Q, SB |
| 2         | 6    | LaShawn Merritt     | USA                       | 0.271    | 44.21 | Q     |
| 3         | 2    | Karabo Sibanda      | Botswana                  | 0.174    | 44.47 | q, PB |
| 4         | 7    | Luguelín Santos     | Den Dominikanske Republik | 0.155    | 44.71 | SB    |
| 5         | 1    | Javon Francis       | Jamaica                   | 0.170    | 44.96 |       |
| 6         | 5    | Nery Brenes         | Costa Rica                | 0.181    | 45.02 |       |
| 7         | 8    | Liemarvin Bonevacia | Holland                   | 0.166    | 45.03 | SB    |
| 8         | 3    | Lalonde Gordon      | Trinidad og Tobago        | 0.157    | 45.13 |       |

#### Semifinale 2
| Rangering | Bane | Atlet              | Nation             | Reaktion | Tid   | Noter |
| --------- | ---- | ------------------ | ------------------ | -------- | ----- | ----- |
| 1         | 5    | Machel Cedenio     | Trinidad og Tobago | 0.243    | 44.39 | Q     |
| 2         | 3    | Wayde van Niekerk  | Sydafrika          | 0.156    | 44.45 | Q     |
| 3         | 2    | Pavel Maslák       | Tjekkiet           | 0.185    | 45.06 | SB    |
| 4         | 6    | Luka Janežič       | Slovenien          | 0.154    | 45.07 | NR    |
| 5         | 1    | David Verburg      | USA                | 0.159    | 45.61 |       |
| 6         | 4    | Rusheen McDonald   | Jamaica            | 0.182    | 46.12 |       |
| 7         | 7    | Abdelalelah Haroun | Qatar              | 0.173    | 46.66 |       |
| —         | 8    | Baboloki Thebe     | Botswana           | —        | DNS   |       |

#### Semifinale 3
| Rangering | Bane | Atlet                | Nation         | Reaktion | Tid   | Noter |
| --------- | ---- | -------------------- | -------------- | -------- | ----- | ----- |
| 1         | 6    | Bralon Taplin        | Grenada        | 0.171    | 44.44 | Q     |
| 2         | 8    | Matthew Hudson-Smith | Storbritannien | 0.143    | 44.48 | Q, PB |
| 3         | 3    | Ali Khamis           | Bahrain        | 0.145    | 44.49 | q, NR |
| 4         | 4    | Gil Roberts          | USA            | 0.151    | 44.65 | SB    |
| 5         | 5    | Steven Gardiner      | Bahamas        | 0.156    | 44.72 |       |
| 6         | 7    | Yoandys Lescay       | Cuba           | 0.216    | 45.00 | PB    |
| 7         | 2    | Rafał Omelko         | Polen          | 0.164    | 45.28 |       |
| 8         | 1    | Isaac Makwala        | Botswana       | 0.173    | 46.60 |       |

### Finale
| Rangering | Bane | Atlet                | Nation             | Reaktion | Tid   | Noter |
| --------- | ---- | -------------------- | ------------------ | -------- | ----- | ----- |
| 1         | 8    | Wayde van Niekerk    | Sydafrika          | 0.181    | 43.03 | WR    |
| 2         | 6    | Kirani James         | Grenada            | 0.134    | 43.76 | SB    |
| 3         | 5    | LaShawn Merritt      | USA                | 0.204    | 43.85 | SB    |
| 4         | 3    | Machel Cedenio       | Trinidad og Tobago | 0.203    | 44.01 | NR    |
| 5         | 1    | Karabo Sibanda       | Botswana           | 0.164    | 44.25 | PB    |
| 6         | 2    | Ali Khamis           | Bahrain            | 0.148    | 44.36 | NR    |
| 7         | 4    | Bralon Taplin        | Grenada            | 0.181    | 44.45 |       |
| 8         | 7    | Matthew Hudson-Smith | Storbritannien     | 0.138    | 44.61 |       |

## References
1. ↑  "Men's 400m". Rio 2016 Organisation. Arkiveret fra originalen 22. september 2016. Hentet 3. august 2016.
2. ↑  "Start List" (PDF). Olympics. Arkiveret fra originalen (PDF) 23 august 2016. Hentet 11 august 2016.